# Хамрун Спартанс
ФК Хамрун Спартанс (на малтийски Ħamrun Spartans Football Club) е малтийски футболен клуб, базиран в град Хамрун. Основан през 1907 година. Отборът играе в Малтийската Премиер лига.
Седемкратен шампион на Малта, шесткратен носител на Купата на Малта. Играе домакинските си мачове на стадион „Виктор Тедеско“, с капацитет 1800 зрители.
Нееднократен участник в евротурнирите, но само веднъж успява да премине първия кръг. В Купа на УЕФА 1984/85 отборът преодолява северноирландския клуб „Баллимена Юнайтед“.

## Успехи
- Малтийска Премиер лига: (Висша лига)
  -  Шампион (11): 1913/14, 1917/18, 1946/47, 1982/83, 1986/87, 1987/88, 1990/91, 2020/21, 2022/23, 2023/24, 2024/25
  -  Вицешампион (10): 1911/12, 1912/13, 1914/15, 1919/20, 1948/49, 1949/50, 1951/52, 1983/84, 1984/85, 1992/93

- Купа на Малта:
  -  Носител (6): 1982/83, 1983/84, 1986/87, 1987/88, 1988/89, 1991/92
  -  Финалист (4): 1945/46, 1968/69, 1994/95, 2007/08

- Суперкупа на Малта:
  -  Носител (7): 1986/87, 1987/88, 1988/89, 1990/91, 1991/92, 2022/23, 2023/24

- Euro Challenge Cup:
  -  Носител (4): 1985, 1988, 1991, 1992

- Купа Касар:
  -  Носител (2): 1947, 1948/49

- Турнир Супер 5: (Quadrangular Tournament)
  -  Носител (2): 1991/92

## Български футболисти
- Георги Иванов: ?
- Николай Чипев: 2011 (9 мача - 1 гол)
- Ангел Йошев: 2012 (12 мача - 1 гол)
- Антон Вергилов: 2012 (12 - 0 гола)
- Любомир Витанов: 2012 (14 мача - 0 гола)
- Николай Божов: 2012 (11 мача - 1 гол)
- Адриан Олегов: 2012/13 (16 мача - 0 гола)
- Мартин Деянов: 2014 (10 мача - 0 гола)
- Юлиян Ненов: 2023/24 (14 мача - 1 гол)